# Crystal Chappell
Crystal Chappell (Silver Spring, Maryland, 4 de agosto de 1965) es una actriz estadounidense de cine y televisión, reconocida por interpretar a Carly Manning en la serie Days of Our Lives entre 1990 y 1993, a Maggie Carpenter en One Life to Live entre 1995 y 1997 y a Olivia Spencer en Guiding Light entre 1999 y 2009.
El 2 de octubre de 2009 retomó su papel como Carly Manning. En mayo de 2011, Chappell reveló que su contrato no había sido renovado y su personaje fue retirado ese mismo año. Desde entonces ha interpretado a Danielle Spencer en The Bold and the Beautiful.

## Filmografía

### Cine
| Año  | Título                               | Rol              | Notas     |
| ---- | ------------------------------------ | ---------------- | --------- |
| 1992 | One Stormy Night                     | Carly Manning    | Telefilme |
| 1993 | Night Sins                           | Carly Manning    | Telefilme |
| 1994 | Bigfoot: The Unforgettable Encounter | Samantha         |           |
| 1994 | Lady in Waiting                      | Elizabeth Henley |           |

### Televisión
| Año                  | Título                     | Rol                            | Notas             |
| -------------------- | -------------------------- | ------------------------------ | ----------------- |
| 1990                 | Santa Barbara              | Jane Kingsley                  | 5 episodios       |
| 1990-1993, 2009-2011 | Days of Our Lives          | Carly Manning                  | 380 episodios     |
| 1994                 | Diagnosis: Murder          | Eve Laurie                     | 2 episodios       |
| 1994-1997            | Silk Stalkings             | Deborah Buchard/Bertha Roberts | 2 episodios       |
| 1995-1997            | One Life to Live           | Maggie Carpenter               | 300 episodios     |
| 1995                 | Walker, Texas Ranger       | Stacy                          | 1 episodio        |
| 1995                 | Burke's Law                | Marilyn Divine                 | 1 episodio        |
| 1998                 | Pensacola: Wings of Gold   | Teniente Keaton                | 1 episodio        |
| 1998                 | Poltergeist: The Legacy    | Jessica Lansing                | 1 episodio        |
| 1999-2009            | Guiding Light              | Olivia Spencer                 | 999 episodios     |
| 2012-2013            | The Bold and the Beautiful | Danielle Spencer               | Papel recurrente  |
| 2009–Presente        | Venice: The Series         | Gina                           | Papel protagónico |